# بخش ماریون (شهرستان پیک، اوهایو)
بخش ماریون (به انگلیسی: Marion Township) یک منطقهٔ مسکونی در ایالات متحده آمریکا است که در شهرستان پایک، اوهایو واقع شده‌است.
 بخش ماریون ۵۸٫۶ کیلومتر مربع مساحت و ۱٬۳۵۱ نفر جمعیت دارد و ۲۷۲ متر بالاتر از سطح دریا واقع شده‌است.